# Tanaecia amisa
Tanaecia amisa är en fjärilsart som beskrevs av Smith 1889. Tanaecia amisa ingår i släktet Tanaecia och familjen praktfjärilar. Inga underarter finns listade i Catalogue of Life.